# Dicaelotus pictus
Dicaelotus pictus är en stekelart som först beskrevs av Otto Schmiedeknecht 1903.  Dicaelotus pictus ingår i släktet Dicaelotus och familjen brokparasitsteklar. Arten är reproducerande i Sverige. Inga underarter finns listade i Catalogue of Life.